# Дворец мечты арабов: Одиссея поколения
Дворец мечты арабов — это книга, написанная в 1998 году американским профессором и специалистом по Ближнему Востоку Фуадом Аджами.

## Содержание
Аджами сначала описывает историю Ливана с 1920 по 1982 год. В роли главного действующего лица выступает поэт Халиль Хави, который покончил жизнь самоубийством во время Ливанской войны 1982 года.
Во второй главе рассказывается о жизни и карьере сирийских поэтов Низара Каббани и Адониса. Основной акцент в главе делается на социально-политических преобразованиях в Сирии, которые отразились на жизни Каббани и Адониса.
В третьей главе автор повествует об Ираке при Саддаме Хусейне и войне с Ираном в 1980-х годах. Кроме того, в книге описывается вторжение Ирака в Кувейт в 1990 году.
В главе четвертой ("На земле египетской") описывается общественно-политическая жизнь в Египте после правления Садата. Аджами описывал опасную в то время жизнь египетских секуляристов, таких как Нагиб Махфуз, который в 1994 году едва не был убит исламским фанатиком.
В последней главе ("Потерянный мир") рассказывается об израильско-палестинском мирном процессе. Кроме того, Аджами описывает отношение арабских интеллектуалов и их сплоченной оппозиции к этому мирному процессу.
Книга была опубликована компанией Vintage Books в 1999 году. ISBN 978-0-375-70474-1.